# Comuna Rovî, Vîșhorod
Rovî (în ucraineană Рови) este o comună în raionul Vîșhorod, regiunea Kiev, Ucraina, formată din satele Fedorivka, Kruhî, Rovî (reședința) și Roztisne.

## Demografie
Componența lingvistică a comunei Rovî
     Ucraineană (97,25%)
     Rusă (2,14%)
     Alte limbi (0,46%)
Conform recensământului din 2001, majoritatea populației comunei Rovî era vorbitoare de ucraineană (97,25%), existând în minoritate și vorbitori de rusă (2,14%).